# ألف فريمان (لاعب كرة قدم)
ألف فريمان (بالإنجليزية: Alf Freeman)‏ (2 يناير 1920 في المملكة المتحدة - 1 فبراير 2006 بلندن في المملكة المتحدة) هو لاعب كرة قدم بريطاني (وحمل سابقاً جنسية المملكة المتحدة لبريطانيا العظمى وأيرلندا) في مركز الهجوم. لعب مع توتنهام هوتسبير وكريستال بالاس ونادي ريدنغ ونادي ساوثهامبتون وكانتربري سيتي ‏.